# Alone in the Dark
Alone in the Dark серія відеоігор у жанрі survival horror, спочатку розроблена студією Infogrames. У більшості частин гравець керує приватним детективом Едвардом Карнбі, який вирушає розслідувати занедбаний будинок або місто, наповнене нежиттю.
Серію, особливо її першу гру, широко визнають однією з перших у жанрі survival horror і, поряд зі Sweet Home, часто вважають родоначальником цього жанру. Сюжет першої гри був натхненний творами Г. Ф. Лавкрафта; наступні ігри серії черпали натхнення з інших джерел, зокрема з вуду, Дикого Заходу та творчості Г. Р. Ґігера. У серії вийшло сім частин, дія яких відбувається в різних місцях і тематичних контекстах. За мотивами ігор створено дві комікс-серії та два фільми.
У вересні 2018 року компанія Atari SA продала права на франшизу Alone in the Dark компанії THQ Nordic.

## Ігри
| Гра                                  | Середня оцінка Metacritic                                        |
| ------------------------------------ | ---------------------------------------------------------------- |
| Alone in the Dark (1992)             | (3DO) 70/100 (iOS) 50/100 (PC) 90/100                            |
| Jack in the Dark                     | (PC) 60/100                                                      |
| Alone in the Dark 2                  | (PC) 70/100 (SAT) 42/100                                         |
| Alone in the Dark 3                  | (PC) 60/100                                                      |
| Alone in the Dark: The New Nightmare | (DC) 75/100 (GBC) 62/100 (PC) 66/100 (PS) 77/100                 |
| Alone in the Dark (2008)             | (PC) 55/100 (PS2) 47/100 (PS3) 69/100 (Wii) 39/100 (X360) 58/100 |
| Alone in the Dark: Illumination      | (PC) 19/100                                                      |
| Alone in the Dark (2024)             | (PC) 67/100 (PS5) 63/100 (XSX) 66/100                            |

### Основна серія
| 1992 | Alone in the Dark                    |
| 1993 | Jack in the Dark                     |
| 1993 | Alone in the Dark 2                  |
| 1994 |                                      |
| 1995 | Alone in the Dark 3                  |
| 1996 |                                      |
| 1997 |                                      |
| 1998 |                                      |
| 1999 |                                      |
| 2000 |                                      |
| 2001 | Alone in the Dark: The New Nightmare |
| 2002 |                                      |
| 2003 |                                      |
| 2004 |                                      |
| 2005 |                                      |
| 2006 |                                      |
| 2007 |                                      |
| 2008 | Alone in the Dark                    |
| 2009 |                                      |
| 2010 |                                      |
| 2011 |                                      |
| 2012 |                                      |
| 2013 |                                      |
| 2014 |                                      |
| 2015 | Alone in the Dark: Illumination      |
| 2016 |                                      |
| 2017 |                                      |
| 2018 |                                      |
| 2019 |                                      |
| 2020 |                                      |
| 2021 |                                      |
| 2022 |                                      |
| 2023 | Grace in the Dark: Prologue          |
| 2024 | Alone in the Dark                    |

### Alone in the Dark(1992)
Перша гра серії була розроблена компанією Infogrames і випущена для ПК у 1992 році. Вона стала однією з перших двох ігор, у яких використовувались полігональні персонажі на фоні попередньо візуалізованих задників. У виданні Guinness World Records Gamer's Edition 2008 грі присудили звання «Перша у світі 3D-гра в жанрі survival horror». Krisalis Software розробила порт для 3DO у 1994 році, який вийшов під видавництвом Interplay Entertainment. Версія для Macintosh вийшла того ж року. У 2014 році компанія Atari опублікувала порт для iOS, розроблений Kung Fu Factory, але його згодом прибрали з App Store після оновлення операційної системи.

### Jack in the Dark(1993)
Ця невелика гра була створена під час розробки другої частини й використовувалась як промо-гра, яку розповсюджували на Різдво 1993 року, незадовго до виходу другої гри серії. Вона розміщувалася на одній дискетті у золотистій обгортці з ілюстрацією «Джека-стрибунця». Це коротка пригодницька гра, в якій головною героїнею є маленька дівчинка Ґрейс Сондерс. На Хелловін вона заходить до іграшкового магазину після закриття та виявляється замкненою всередині. Там іграшки оживають, і Ґрейс має врятувати Санта-Клауса від злого «Джека-стрибунця». Jack in the Dark — це пригодницька відеогра, яка повністю зосереджена на розгадуванні головоломок і не містить бойових елементів. Пізніші CD-версії ігор Alone in the Dark та Alone in the Dark 2 включали цю гру в комплект.

### Alone in the Dark 2(1993)
Розроблена компанією Infogrames і випущена для ПК у 1993 році, Alone in the Dark 2 значно відрізнялась від першої гри серії. Вона була більш орієнтована на бойові дії, з набагато більшим акцентом на використання вогнепальної зброї та стрілянини, що зробило бої значно складнішими. Як і перша частина, вона була портована на 3DO студією Krisalis і видана Interplay. У 1996 році було випущено покращену версію гри під назвою Alone in the Dark: Jack is Back (у США — Alone in the Dark: One-Eyed Jack's Revenge) для PlayStation і Sega Saturn. Обидві версії також були випущені в Японії під оригінальною назвою.

### Alone in the Dark 3(1995)
Alone in the Dark 3 стала останньою грою серії, яка використовувала той самий рушій і персонажів, що й перша частина. Вона вийшла для ПК у 1995 році й повернулася до ігрової формули оригіналу. У 1996 році також була випущена версія для Windows 95 під назвою Alone in the Dark: Ghosts in Town.

### Alone in the Dark: The New Nightmare(2001)
Гра наступного покоління в серії Alone in the Dark була створена студією Darkworks як консольний survival horror і має значний вплив від серії Resident Evil. Схема керування та геймплей набагато ближчі до Resident Evil, ніж до оригінальних ігор Alone in the Dark. Внутрішньо відома як Alone in the Dark 4, гра була випущена у 2001 році: версії для PlayStation і Dreamcast розробляла Darkworks, для ПК та PlayStation 2 — Spiral Studios, а портативну версію для Game Boy Color — студія Pocket Studios. На відміну від попередніх ігор, дія цієї частини відбувається в сучасних декораціях, головний герой має новий дизайн, і в бою більше не використовується техніка сават як метод рукопашного бою.

### Alone in the Dark(2008)
Розроблена студією Eden Games для ПК, PlayStation 3 та Xbox 360, а також Hydravision Entertainment для PlayStation 2 і Wii, ця частина Alone in the Dark повернула серію до жанру survival horror. Спочатку гра мала назву Alone in the Dark: Near Death Investigation, але згодом була перейменована просто на Alone in the Dark, хоча має небагато спільного з оригінальною грою. У серії вперше з'явилися тривимірно змодельовані сцени та можливість перемикатися між видом від першої та третьої особи. Оточення відіграє важливу роль у геймплеї: будь-який предмет, навіть декоративний, можна використати як холодну зброю або комбінувати для створення нових типів озброєння. Версія для PlayStation 3 вийшла на кілька місяців пізніше за інші під назвою Alone in the Dark: Inferno. Вона мала деякі зміни в геймплеї та менше технічних недоліків.

### Alone in the Dark: Illumination(2015)
Alone in the Dark: Illumination вийшла 11 червня 2015 року. На відміну від попередніх частин, ця гра підтримує лише онлайн-режим. Гру різко розкритикували оглядачі.

### Alone in the Dark(2024)
Розроблена студією Pieces Interactive, Alone in the Dark є переосмисленням оригінальної гри 1992 року в стилі римейків Resident Evil.
Це однокористувацька пригодницька гра з наративом, події якої відбуваються в 1930-х роках. Гравець може обрати одного з двох персонажів: Едварда Карнбі (в образі Девіда Гарбора) або Емілі Гартвуд (у виконанні Джоді Комер), щоб пройти крізь особняк Дерсето й розкрити приховані в ньому таємниці.
Гра вийшла 20 березня 2024 року на Microsoft Windows, PlayStation 5 та Xbox Series X/S.

## Сюжет
Едвард Карнбі — головний герой серії, приватний детектив. У перших трьох іграх він зображений як чоловік середнього віку, який працює приватним слідчим у 1920-х роках. У The New Nightmare (2001) він представлений уже як молодий дорослий. У грі 2008 року зовнішність Карнбі зазнала суттєвих змін. Він був головним героєм у всіх основних іграх серії, за винятком міні-гри Jack in the Dark, де головну роль виконує Ґрейс Сондрес — персонажка, яка з'являється також у Alone in the Dark 2. Едвард є також центральним персонажем у двох фільмах, знятих за мотивами гри.
Три оригінальні гри відбуваються у 1920-х роках і розповідають про паранормальні справи приватного детектива Едварда Карнбі. У 1924 році (Alone in the Dark) його наймає антиквар, щоб дослідити піаніно на горищі маєтку Дерсето в Луїзіані, який був покинутий після самогубства власника Джеремі Гартвуда. У ніч перед Різдвом 1924 року (Alone in the Dark 2) Карнбі розслідує викрадення маленької Ґрейс Сондрес, продовжуючи справу свого загиблого напарника Теда Страйкера; усі докази ведуть до старого каліфорнійського маєтку під назвою «Пекельна кухня», у якому мешкає сумнозвісний гангстер. У липні 1925 року (Alone in the Dark 3) Карнбі викликають розслідувати зникнення знімальної групи в покинутому містечку-привиді Слотер Ґалч, що в пустелі Мохаве, Каліфорнія. У першій грі роль протагоніста ділиться між Карнбі та племінницею Джеремі Гартвуда — Емілі Гартвуд, яка також з'являється в Alone in the Dark 3 у ролі дівчини, яку потрібно рятувати.
У Alone in the Dark: The New Nightmare Едвард Карнбі розслідує смерть свого найкращого друга Чарльза Фіска. Він об'єднується з Алайн Седрак — молодою професоркою університету, що спеціалізується на стародавніх індіанських мовах, — для місії на острові Тіней (Shadow Island). Під час розробки цієї гри дія була перенесена з 1920-х у 2001 рік, а для обґрунтування змін був придуманий цілий фон: Карнбі нібито належить до роду «мисливців на тіні» (Shadow Hunters), які народжуються кожні 40 років 29 лютого й виховуються в сиротинці Святого Георгія. Усі вони носять ім'я Едвард Карнбі. Ім'я подається як буквальна англізована форма з фрази "El War Qarn'bi", що означає «той, хто бореться зі втіленим злом і полює на тіні». За цією легендою, оригінальний Едвард Карнбі народився 1888 року та зник безвісти після низки дивних справ у 1920–1939 роках. Карнбі, який є головним героєм Alone in the Dark: The New Nightmare, народився 1968 року.
У грі Alone in the Dark (2008) сюжетну лінію переробили знову. Вона відновлює канон перших трьох ігор і повністю ігнорує події Alone in the Dark: The New Nightmare. Події відбуваються у Центральному парку Нью-Йорка та його околицях. За сюжетом гри, існував лише один Едвард Карнбі, який був одержимий з кінця 1920-х років і дожив до 2008-го, виглядаючи молодим попри вік понад 100 років.
Alone in the Dark: Illumination відбувається в шахтарському містечку Лорвіч, штат Вірджинія, і повертається до лавкрафтівського коріння серії. Один із чотирьох головних персонажів, Теодор «Тед» Карнбі, є прямим нащадком Едварда Карнбі. Є натяк, що Тед — це насправді сам Едвард Карнбі, який живе під вигаданим ім'ям і досі живий завдяки подіям гри 2008 року.

## Розробка
Перший ігровий рушій було створено Фредеріком Рейнелем (Frédérick Raynal) як особистий проєкт під час роботи в компанії Infogrames. За підтримки Дідьє Шанфре (Didier Chanfray), який створював 3D-моделі, був розроблений робочий прототип горища — першого приміщення гри. Усередині студії влаштували конкурс на створення художнього оформлення для завершення 3D-прототипу. Робота Яель Барроз (Yaël Barroz) була обрана, і її включили до основної команди розробки. Керівником проєкту став сам Рейнель.
Невдовзі після виходу першої частини Alone in the Dark між командою та директором Infogrames Бруно Бонелем (Bruno Bonnell) виник серйозний конфлікт щодо подальшого розвитку серії. У результаті більшість учасників початкової команди залишили компанію та заснували власну студію — Adeline Software International.
Згідно з інтерв'ю, яке було опубліковане одразу після релізу першої гри, частину матеріалів для сиквелів створила ще оригінальна команда до свого звільнення. В інтерв'ю навіть демонструвався ескіз будинку з другої частини, а також згадувалося, що Карнбі міг бути вбраний у костюм Санта-Клауса.
Рушій гри Alone in the Dark став першим відомим прикладом використання інтерпольованої анімації — методики, коли комп'ютер самостійно промальовує проміжні кадри між ключовими. Це дозволило значно зменшити обсяг пам'яті, необхідної для зберігання анімацій, а також адаптувати графіку під продуктивність конкретного комп'ютера.
Цей рушій використовувався без істотних змін і в двох наступних частинах — Alone in the Dark 2 та Alone in the Dark 3. У 1996 році рушій оновили для гри Time Gate: Knight's Chase.

## Адаптації

### Фільми
У 2005 році вийшов фільм «Один у темряві» (англ. Alone in the Dark), у якому головну роль — Едварда Карнбі — зіграв Крістіан Слейтер. Стрічка майже не має спільного з іграми 1990-х років або з продовженням 2008 року. Фільм здобув сумнівну славу одного з найгірших у історії. Книга рекордів Гіннеса в Gamer's Edition 2008 назвала його «найменш прибутковим фільмом за мотивами відеогри». У 2009 році вийшло малобюджетне продовження під назвою «Один у темряві 2» (англ. Alone in the Dark II), у якому роль Едварда Карнбі виконав Рік Юн. Фільм отримав повністю новий акторський склад і сюжет, присвячений полюванню на відьом.

### Комікс
Однотомний комікс Alone in the Dark під назвою Life is a Hideous Thing був виданий Semic Comics у Франції в 2001 році, а у США — компанією Image Comics у вересні 2002 року. Також він був перекладений і опублікований в Італії та Іспанії. Сценарій написав Жан-Марк Лофісіє (Jean-Marc Lofficier), художники — Метт Гейлі (Matt Haley) та Алексі Брікло (Aleksi Briclot). Події коміксу розгортаються безпосередньо перед грою Alone in the Dark: The New Nightmare. У центрі історії — Едвард Карнбі та Аліна Седрак, які вирушають у Тибет на пошуки загубленого міста Агарта. До них приєднуються молодий учений Френк Стоун, шукач пригод Ґанеша, а також містик доктор Ленґ зі своєю чарівною асистенткою Монплезір. (Доктор Ленґ і Монплезір також з'являються у французькому коміксі, заснованому на грі "Motor Mayhem").
Герої вирушають до Агарті, щоб знищити Корону Чингісхана — могутній артефакт, здатний викликати страшну істоту на ім'я Повзучий Хаос. Виявляється, що Френк Стоун одержимий демоном і викликає Повзучий Хаос. Карнбі та Седрак доводиться зупинити його і повернути істоту назад. Образ Повзучого Хаосу базується на образі Шаб-Ніггурата — одного з божеств у творчості Г. Ф. Лавкрафта.

## Інші джерела
- Haug, Vegard (13 березня 2008). Edward Carnby is ready for adventure (норв.). gamer.no. Архів оригіналу за 22 лютого 2013. Процитовано 9 червня 2012.
- Williams, Kevin (28 січня 2005). 'Alone' should stay that way. Chicago Tribune. Архів оригіналу за 31 січня 2013. Процитовано 9 червня 2012.  (необхідна підписка)